# Цианид ртути(II)
Циани́д рту́ти(II) — неорганическое соединение, ртутная соль синильной кислоты. Химическая формула — Hg(CN)2. Белое или бесцветное кристаллическое соединение без запаха, растворимое в воде, очень ядовитое.

## Физические свойства
Элементарный состав: Hg 79,40 %, C 9,51 %, N 11,09 %. Молекула цианида ртути практически линейная, угол С—Hg—C составляет 175 °. Связи Hg—C в соединении ковалентные — вещество не диссоциирует в воде. В нормальных условиях образует бесцветные тетраэдрические кристаллы.
Вещество растворимо в воде (11,3 г/100 г воды при 25 °C), спирте, эфире.

## Получение
Известны следующие способы получения соединения:
- Взаимодействие оксида ртути с синильной кислотой:

{\displaystyle {\mathsf {HgO+2HCN=Hg(CN)_{2}+H_{2}O}}}
- Взаимодействие солей ртути с синильной кислотой или растворами цианидов:

{\displaystyle {\mathsf {HgCl_{2}+2KCN=Hg(CN)_{2}+2KCl}}}
{\displaystyle {\mathsf {Hg_{2}Cl_{2}+2KCN=Hg(CN)_{2}+Hg+2KCl}}}
- Реакция сульфата ртути(II) c гексацианоферратом(II) калия:

{\displaystyle {\mathsf {K_{4}[Fe(CN)_{6}]+3HgSO_{4}=3Hg(CN)_{2}+2K_{2}SO_{4}+FeSO_{4}}}}

## Химические свойства
На воздухе постепенно окисляется и темнеет.
С растворами цианидов образует комплексы:
{\displaystyle {\mathsf {Hg(CN)_{2}+2CN^{-}=[Hg(CN)_{4}]^{2-}}}}
При действии иодида калия разрушается, образуя
тетраиодомеркурат(II) калия:
{\displaystyle {\mathsf {Hg(CN)_{2}+4KI=K_{2}[HgI_{4}]+2KCN}}}
При нагревании выше 320 °C разлагается с образованием металлической ртути и дициана:
{\displaystyle {\mathsf {Hg(CN)_{2}=Hg+(CN)_{2}}}}
При нагревании с хлоридом ртути(II) также образует дициан:
{\displaystyle {\mathsf {Hg(CN)_{2}+HgCl_{2}=Hg_{2}Cl_{2}+(CN)_{2}}}}
Реакция с иодом приводит к образованию иодциана:
{\displaystyle {\mathsf {Hg(CN)_{2}+I_{2}=Hg+2ICN}}}

## Применение
Бесцветные просвечивающие кристаллы, легко растворимые в воде (1 : 13 в холодной и 1 : 3 в кипящей), растворимые в спирте (1 : 12). Содержат 79% ртути. Применяли для лечения больных сифилисом, а также как дезинфицирующее средство.
При лечении сифилиса вводили внутримышечно или внутривенно. В мышцы вводился 1 мл 2% раствора один раз в 2 дня. Курс лечения состоит из 20 инъекций. В вену вводился 1% раствор, начиная с 0,5 мл, затем дозу увеличивают до 0,75 и 1 мл. Вводят ежедневно в течение 30—40 дней.
Внутривенное введение было показано преимущественно при необходимости оказать быстрое воздействие на процесс (при сифилисе нервной системы, полости рта, гортани и др.).
Высшие дозы для взрослых в мышцы: разовая и суточная — 0,02 г; в вену — 0,01 г. 
Так же использовался как дезинфицирующее средство для промываний и спринцеваний при воспалительных процессах растворами концентрацией 1 : 1000, 1 : 2000.
Сохраняют под замком в стеклянных банках с притертыми пробками.
В настоящее время не используется из-за чрезвычайной токсичности.

## Токсичность
Цианид ртути чрезвычайно токсичен, обладает нейротоксичным воздействием, вызывает сильнейшее поражение ЦНС. Картина отравления сходна с отравлением металлической ртутью.